# Улица Афанасия Шафонского
Улица Афанасия Шафонского (укр. Вулиця Опанаса Шафонського) — улица в Деснянском районе города Чернигова. Пролегает от проспекта Михаила Грушевского (улицы 1 Мая) до улицы Карпенко-Карого (Станиславского), исторически сложившаяся местность (район) Мачеретовщина. Конец улицы расположен на линии трассировки проспекта Победы с реконструкцией усадебной застройки под многоэтажную жилую застройку, согласно «Генеральному плану Чернигова».  
Примыкают улицы Хельсинкского союза (Ломоносова), Терентия Кореня.

## История
Улица была проложена в период 1908-1916 годы, но застраивалась медленно. До 2-й половины 1930-х годов была без названия. Во 2-й половине 1930-х годов получила название улица Парижской Коммуны — в честь революционного правительства Парижской Коммуны. 
После Великой Отечественной войны была застроена индивидуальными домами.
Также именем Парижской коммуны был назван и переулок (сейчас Афанасия Шафонского), что между современными улицами Андреевская и Афанасия Шафонского. Переулок длиной 200 м был проложен в 1950-е годы от улицы 1 Мая в восточном направлении. 
12 февраля 2016 года улица получила современное название — в честь российского учёного, уроженца Черниговщины Афанасия Филимоновича Шафонского, согласно Распоряжению городского главы В. А. Атрошенко Черниговского городского совета № 46-р «Про переименование улиц и переулков города» («Про перейменування вулиць та провулків міста»). До этого в период 1897—1927 годы часть современной улицы Гетмана Полуботка называлась улицей Шафонского.

## Застройка
Парная и непарная стороны улицы занята усадебной застройкой.
Учреждения: нет
Памятники истории местного значения:
1. дом № 16 — Дом, где жил и работал живописец Филипп Антонович Чирко (1915-1928) — утрачен